# Медеу (урочище)
Урочище Медеу — территория, расположенная в долине реки Малая Алматинка, в предгорьях хребта Заилийского Алатау на высоте 1520—1750 метров, в 14 км к юго-востоку от центра города Алма-Ата. Естественными границами территории урочища являются: Кимасарский горный отрог, разделяющий бассейны рек Малая Алматинка и Бутаковка, на востоке — Кабыргатау, разграничивающий ущелья рек Кимасар и Сарысай, на юго-западе — пик Кумбель. На территории урочища в 1966 году возведена селезащитная плотина, ниже которой расположены высокогорный спортивный комплекс Медеу. Ранее у катка Медеу располагалась гостиница Медео, в начале 2000-х годов снесена. Также на западе от Мохнатой сопки (выс.2280), между реками Жарбулак и Бедельбай располагался дом отдыха Просвещенец, территория которого сегодня является частной и закрытой.

## Географическая характеристика
Географическое положение урочища Медеу, расположенного в лесостепной и горнолесной зонах хребта Заилийского Алатау, обусловило его горные климатические особенности. Средняя температура июня +18,1 °C, января −4,3 °C. Период отрицательной температуры 5 — 7 месяцев, продолжительность безморозного периода 151 день, 1596 часов солнечного сияния в год. Атмосферное давление 610—630 мм. Средняя годовая влажность воздуха 50 — 55 %, количество осадков — 843 мм в год. Преобладают горно-долинные ветры. Средне-годовая температура воды в реке Малая Алматинка 5,1 °C. В лесной зоне произрастают осина, тянь-шаньская ель, боярышник, рябина, берёза и другие растения (21 тыс. Га).
Через урочище Медеу пролегает полотно автомобильной дороги к урочищу Мынжылкы.

## История
В 1893 году территория урочища принадлежала Медеу Пусурманову. Земля под строительство возле ущелья Кимасар, рядом с дачей генерала Колпаковского, была выделена Пусурманову губернатором Семиречья. Пусурманов был достаточно обеспеченный человек. Будучи просвещённым человеком, он одним из первых призывал казахов к оседлому образу жизни, большое внимание уделял благоустройству города Верного и его окрестностей. Пусурманов являлся одним из самых активных участников благотворительных, спонсорских дел в г. Верном, материально помогал восстановлению города после землетрясений, наводнений и голода. Отсюда его громадный авторитет и популярность в среде Верненской городской власти. На отведённых ему землях и было построено несколько деревянных элитных домов, отвечавших требованию того времени. Эти дома получили позднее название Лесной школы.
В 1969 году к столетию со дня рождения В. Ленина, на западном склоне горы Серкебай были посажены сосны в форме надписи 100 лет Ленину. В настоящее время надпись можно различить только с очень большой высоты.
В 1973 году в урочище Медеу впервые в мире была взрывным способом создана плотина, защитившая Алма-Ату от сошедшего с горных склонов грязе-каменного потока. В дальнейшем, здесь была создана система водорегулирующих и селезащитных сооружений.
В 1980 году урочище было присоединено к городской черте Алма-Аты, образовав Медеуский район.
С 1994 года планировалось создать троллейбусный маршрут в урочище, но проект так и не был реализован.
В 2011 году построена гондольная канатная дорога до горнолыжного курорта «Шымбулак».
В апреле 2021 года началось строительство новой гостиницы, на месте снесённой ранее. Территория гостиничного комплекса — 2,1 га. Гостиничный комплекс будет состоять из двух 3-этажных зданий. Общее количество апартаментов — 137.

## Охранный статус
В 2001 году был создан «Государственный региональный природный парк Медеу», включающий части территории урочища Медеу, ущелья Бутаковка и Шымбулак. Несмотря на природоохранный статус на территории парка с начала 2000-х годов велась и ведется активная застройка под элитное ИЖС, рестораны, кафе и хозяйственная деятельность. Из общей площади ООПТ — 708,1953 га, 104,7873 га относится к посторонним землепользователям. На территории ООПТ парка Медеу и в его охранной зоне насчитывается 255 землепользователей владеющими участками. По состоянию на 2015 год на физические лица оформлено 155-участков, на ТОО-46, на АО-32.
В 2004 году в целях сохранения уникальных и редких ландшафтов, имеющих особое рекреационное значение, распоряжением Президента РК Нурсултана Назарбаева, которым «Урочищу Медеу» предан статус объекта государственного природно-заповедного фонда Республиканского значения.

## Природный комплекс
С 2005 года урочище Медеу, как уникальный природный комплекс и ландшафт входит в перечень объектов охраны окружающей среды, имеющих особое экологическое, научное и культурное значение.
С 2006 года урочище Медеу, как геоморфологический объект входит в перечень объектов государственного природно-заповедного фонда республиканского значения.